# Sam Sparro (album)
Sam Sparro je debutové album původem australského zpěváka Sama Sparra. Vyšlo ve Velké Británii 28. 4. 2008 po úspěšném debutovém singlu "Black and Gold", který se dostal až na druhou příčku Britské singlové hitparády. Samotné album se už druhý týden po vydání vyšplhalo na čtvrtou příčku hitparád. V září téhož roku bylo nominováno na cenu ARIA pro rok 2008 a to hned ve třech kategoriích - Nejlepší zpěvák, Nejlepší popový počin a Album objevu roku.

## Tracklist
Všechny písně bez označení autora byly napsány Samem Sparrem (Samem Falsonem) a Jessem Roggem.
1. "Too Many Questions" – 3:56
2. "Black and Gold" – 4:35
3. "21st Century Life" – 4:21
4. "Sick" – 4:08
5. "Waiting for Time" (Sparro, Eg White) – 3:32
6. "Recycle It!" – 1:17
7. "Cottonmouth" – 3:37
8. "Hot Mess" (Sparro, Eg White) – 3:01
9. "Pocket" (Sparro, Paul Epworth) – 4:45
10. "Cut Me Loose" – 3:54
11. "Sally" – 3:59
12. "Clingwrap" – 4:01
13. "Can't Stop This" (Sparro, Epworth) – 4:47

"Can't Stop This" obsahuje skrytou píseň "Still Hungry", která začíná 8 minut po konci písně.

### US edice
1. "S.A.M.S.P.A.R.R.O" (Sparro) – 2:33
2. "Too Many Questions" – 3:56
3. "Black and Gold" – 4:35
4. "21st Century Life" – 4:21
5. "Sick" – 4:08
6. "Waiting for Time" (Sparro, Eg White) – 3:32
7. "Recycle It!" – 1:17
8. "Cottonmouth" – 3:37
9. "Hot Mess" (Sparro, Eg White) – 3:01
10. "Pocket" (Sparro, Epworth) – 4:45
11. "Cut Me Loose" – 3:54
12. "Sally" – 3:59
13. "Clingwrap" – 4:01
14. "Still Hungry" (hidden track) - 4:27

### Japonská edice
1. "Too Many Questions" - 3:56
2. "Black and Gold" – 4:35
3. "21st Century Life" – 4:21
4. "Sick" – 4:08
5. "Waiting for Time" (Sparro, Eg White) – 3:32
6. "Recycle It!" – 1:17
7. "Cottonmouth" – 3:37
8. "Hot Mess" (Sparro, Eg White) – 3:01
9. "Pocket" (Sparro, Epworth) – 4:45
10. "Cut Me Loose" – 3:54
11. "Sally" – 3:59
12. "Can't Stop This" – 4:47
13. "Still Hungry" - 4:27
14. "S.A.M.S.P.A.R.R.O." - 2:23
15. "No End in Sight"
16. "Deep Down and Deep"

## Umístění v hitparádách
| Hitparáda (2008)                     | Nejvyšší pozice |
| ------------------------------------ | --------------- |
| Australian Albums Chart              | 23              |
| Irish Albums Chart                   | 38              |
| Italian Albums Chart                 | 94              |
| UK Albums Chart                      | 4               |
| U.S. Billboard Top Electronic Albums | 9               |

### Ocenění
| Země           | Ocenění     | Prodejnost |
| -------------- | ----------- | ---------- |
| Velká Británie | Zlatá deska | 100,000+   |